# آمیریان
آمیریان (ارمنی: Ամիրյան؛ ترکی آذربایجانی: Sarıl) یک منطقهٔ مسکونی در جمهوری آرتساخ است که در استان کاشاتاق واقع شده‌است.